# Cogealac
Cogealac é uma comuna romena localizada no distrito de Constanţa, na região de Dobruja. A comuna possui uma área de 196.25 km² e sua população era de 5533 habitantes segundo o censo de 2007.